# Кужин, Николай Николаевич
Николай Николаевич Кужин (26 ноября 1918, село Покровское на Сити, Ярославская губерния — 2003) — советский и российский тренер по боксу и боксёр. Мастер спорта СССР и заслуженный тренер РСФСР.
Участник Великой Отечественной войны. Организатор единственной секции по боксу, работавшей в блокадном Ленинграде.

## Биография
Николай Кужин родился 26 ноября 1918 года в селе Покровское на Сити Ярославской губернии. Боксом начал заниматься в 1930-х годах в спортивном зале клуба шофёров, который находился на Конюшенной площади Ленинграда под руководством Э. Зоммера. На соревнованиях представлял такие ленинградские спортивные общества как «Старт», «Спартак» и «Трудовые резервы».
За время своей боксёрской карьеры Кужин становился победителем чемпионата Ленинграда и бронзовым призёром чемпионата Всесоюзного центрального совета профессиональных союзов 1939 года. Выполнил норматив мастера спорта СССР. Параллельно с занятиями боксом обучался в школе тренеров Государственного ордена Ленина института физической культуры имени П. Ф. Лесгафта, которую окончил в 1939 году.
С 1941 года Николай Николаевич служил в Красной армии, принимал участие в Великой Отечественной войне. Имел воинское звание старшины. Вследствие ранения у него повредилась слуховая сенсорная система, из-за чего был вынужден носить слуховой аппарат.
Во время блокады Ленинграда находился в городе. Обучал солдат, которые в последующем должны были выполнять задания в тылу противника, приёмам рукопашного боя. В 1942 году начал проводить тренировки по боксу в здании Дома культуры, где до войны находилась секция бокса спортобщества «Спартак». Секция, организованная Кужином, была единственной секцией по боксу, действовавшей в блокадном Ленинграде. За участие в Великой Отечественной войне Николай Николаевич Кужин был удостоен орденов Красной Звезды (17 февраля 1942) и Отечественной войны I степени (6 апреля 1985).
После войны продолжил работать тренером в том же спортобществе, затем занял должность старшего тренера. В 1956 году совмещал работу в «Спартаке» с работой тренером сборной Ленинграда по боксу, а в следующем году ему было присвоено почётное звание «Заслуженный тренер РСФСР».  Из-за маленькой зарплаты и чтобы прокормить семью, параллельно работал стеклодувом. В 1974 году Николай Николаевич вышел на пенсию. Однако уже в том же году по приглашению Олега Кузьмина стал тренером спортобщества «Трудовые резервы», в котором работал вплоть до 1998 года.
Среди боксёров, участие в подготовке которых принимал Н. Н. Кужин, были: Владимир Воробьёв, Николай Гусев,  Виктор Клубничкин, Анатолий Куташев, В. Кучмин, Борис Назаренко.
Николай Николаевич Кужин скончался в 2003 году. Был похоронен на Северном кладбище Санкт-Петербурга.

## Оценки
В 1940-е — 1960-е годы входил в число лучших тренеров по боксу в Ленинграде. Являлся одним из самых известных ленинградских тренеров.
Владимир Воробьев охарактеризовал своего тренера как «скромного, доброго, отзывчивого и по-настоящему мужественного человека», который стал для него «вторым отцом». Другой подопечный Кужина, Анатолий Мостов, отмечал требовательность Николая Николаевича к своим ученикам.